# Duello nel Texas
Duello nel Texas, também conhecido como Gunfight at Red Sands ou Gringo, é um filme ítalo-espanhol de 1963, do gênero spaghetti western, dirigido por Ricardo Blasco e Mario Caiano, com trilha sonora de Ennio Morricone.
O elenco tem Richard Harrison, Daniel Martín, Sara Lezana, Giacomo Rossi Stuart e Mikaela Rodriguez. 